# Iola (Illinois)
Iola és una població dels Estats Units a l'estat d'Illinois. Segons el cens del 2000 tenia 171 habitants.

## Demografia
Segons el cens del 2000, Iola tenia 171 habitants, 61 habitatges, i 45 famílies. La densitat de població era de 68,1 habitants/km².
Dels 61 habitatges en un 39,3% hi vivien nens de menys de 18 anys, en un 60,7% hi vivien parelles casades, en un 9,8% dones solteres, i en un 26,2% no eren unitats familiars. En el 23% dels habitatges hi vivien persones soles el 9,8% de les quals corresponia a persones de 65 anys o més que vivien soles. El nombre mitjà de persones vivint en cada habitatge era de 2,8 i el nombre mitjà de persones que vivien en cada família era de 3,29.
Per edats la població es repartia de la següent manera: un 29,2% tenia menys de 18 anys, un 11,7% entre 18 i 24, un 26,3% entre 25 i 44, un 19,9% de 45 a 60 i un 12,9% 65 anys o més.
L'edat mediana era de 35 anys. Per cada 100 dones de 18 o més anys hi havia 101,7 homes.
La renda mediana per habitatge era de 27.500 $ i la renda mediana per família de 30.938 $. Els homes tenien una renda mediana de 24.167 $ mentre que les dones 26.250 $. La renda per capita de la població era de 9.631 $. Aproximadament el 9,8% de les famílies i el 17,4% de la població estaven per davall del llindar de pobresa.

## Poblacions més properes
El següent diagrama mostra les poblacions més properes.